# Atletismo nos Jogos Olímpicos de Verão da Juventude de 2010 - 5 km marcha atlética feminina
A prova dos 5 km da marcha atlética feminina do atletismo nos Jogos Olímpicos de Verão da Juventude de 2010 foi realizada no dia 21 de agosto, no Estádio Bishan, em Cingapura. 15 corredoras estavam inscritas neste evento.

## Medalhistas
| Ouro   | ITA Anna Clemente     |
| Prata  | CHN Mao Yanxue        |
| Bronze | RUS Nadezda Leontyeva |

## Final
| Pos.              | Nome                      | País             | Tempo    | Notas         |
| ----------------- | ------------------------- | ---------------- | -------- | ------------- |
| Medalha de ouro   | Anna Clemente             | ITA Itália       | 22:27.38 |               |
| Medalha de prata  | Mao Yanxue                | CHN China        | 22:29.42 |               |
| Medalha de bronze | Nadezda Leontyeva         | RUS Rússia       | 22:35.05 |               |
| 4                 | Kate Veale                | IRL Irlanda      | 22:36.97 |               |
| 5                 | Yanelli Caballero         | MEX México       | 22:42.15 |               |
| 6                 | Alina Galchenko           | UKR Ucrânia      | 22:47.89 |               |
| 7                 | Kimberly García           | PER Peru         | 23:17.04 |               |
| 8                 | Katarína Strmeňová        | SVK Eslováquia   | 23:24.65 |               |
| 9                 | Ana Karina Bustos         | ECU Equador      | 23:43.81 |               |
| 10                | Aikaterini Theodoropoulou | GRE Grécia       | 23:44.38 |               |
| 11                | Diana Kačanova            | LTU Lituânia     | 24:36.76 |               |
| 12                | Volha Dukhounik           | BLR Bielorrússia | 25:09.48 |               |
| 13                | Khushbir Kaur             | IND Índia        | 25:30.27 |               |
| 14                | Jantraporn Vongsuwakunta  | THA Tailândia    | 29:06.19 |               |
|                   | Zouina Benamsili          | ALG Argélia      |          | Não completou |